# ジメチル亜鉛
ジメチル亜鉛（ジメチルあえん、英: dimethylzinc）は化学式Zn(CH3)2で表される有機亜鉛化合物。

## 性質
亜鉛とヨウ化メチルを加熱することにより得られる。
{\displaystyle {\ce {3Zn\ + 2CH3I -> Zn(CH3)2\ + ZnI2}}}
ニンニク様の不快な臭気がある。空気中で自然発火する性質があり、アルカンに可溶であることからヘキサンの溶液として販売される。ジエチル亜鉛とともに、有機合成化学において重要な役割を持つ。

## 歴史
1849年にフィリップ大学マールブルクで、エドワード・フランクランドとロベルト・ブンゼンにより初めて合成された。亜鉛とヨウ化メチルを密閉容器内で加熱したが、容器が破損した。その後も実験室レベルでは、銅の化合物を使うようになった他は合成法に大きな変化はない。ジメチル亜鉛は、有機金属化合物にメチル基を与える用途で長年使われてきたが、グリニャール試薬が開発されると多くが取って代わられた。

## 安全性
水との接触により爆発的に反応し、メタン等の可燃性炭化水素を生じることから日本の消防法では危険物第3類に分類される。空気に触れると自然発火するが不活性気体中では安定しており、衝撃に対しても安定している。水生生物に対しては猛毒である。